# Eurytemora kieferi
Eurytemora kieferi är en kräftdjursart som beskrevs av Smirnov 1931. Eurytemora kieferi ingår i släktet Eurytemora och familjen Temoridae. Inga underarter finns listade i Catalogue of Life.